# Astrid Sylwan
Astrid Margareta Sylwan, född 25 december 1970 i Antwerpen i Belgien, är en svensk målare.
Astrid Sylwan utbildade sig på Gerlesborgsskolan under ett år, på Birkagårdens folkhögskola i måleri och skulptur under två år och under åren 2001–2005 i fri konst på Konstfack i Stockholm med magisterexamen 2005. Hon har också studerat konstvetenskap, kulturgeografi och estetik vid Stockholms universitet och Uppsala universitet.
Hon arbetar med abstrakt, färgstarkt, storskaligt måleri. Hon har fått bland annat Konstnärsnämndens arbetsstipendium och Bærtling-stiftelsens stipendium. I december 2008 tilldelades Astrid Sylwan Jörgen Fogelquists stipendium om 100 000 kronor. 
Hon är en av konstnärerna som utsmyckar den kommande Citybanan i Stockholm. 
Sylwan finns representerad vid bland annat Dalslands konstmuseum samt Konstmuseet i Skövde.

## Offentliga verk i urval
- "Landmarks", 2011, Nacka stadshus, Nacka
- Black, Grey, Broken Sky and Palest Blue, keramik och stål, 2010, i Umedalens skulpturpark i Umeå
- ”Ramble and Roam”, 30 meter lång keramikvägg under Holmsundsvägen vid Umeå östra station i Umeå, 2010[4]
- Bröstcentrum, 2007 Södersjukhuset i Stockholm
- ”Kanske nu”, 2006, Värmdö stadshus, Gustavsberg